# قائمة مواقع التراث العالمي في المملكة المتحدة
مواقع التراث العالمي هي المناطق أو المعالم التي ترشحها لجنة التراث العالمي التابعة لمنظمة الأمم المتحدة للتربية والثقافة والعلوم أو كما تسمى باختصار اليونسكو، وهذه المواقع تتميز بأهمية للتراث العالمي أو الطبيعي، فقد تكون طبيعية مثل الجبال والغابات، أو من صنع بشري مثل الفنون المعمارية والمدن والجسور وغيرها، وهذه الأمور موضحة في أتفاقية التراث العالمي أو اليونسكو التي نشأت في عام 1972، كانت المملكة المتحدة من الدول التي قبلت الاتفاقية مُنذ نشئتها لتكون بذلك المواقع التي تتميز بأهمية التراث العالمي في المملكة المتحدة مؤهلة لدخول قائمة التراث العالمي.

اعتبارًا من عام 2020، هُناك 33 مواقع مصنف ضمن قائمة التراث العالمي في المملكة المتحدة وأقاليم ما وراء البحار البريطانية، تحتوي قائمة اليونسكو على موقع حدودي واحد بين إنجلترا وإسكتلندا، بالإضافة إلى ثمانية عشر موقعًا حضريًا في إنجلترا وخمسة في إسكتلندا وأربعة في ويلز وواحد في أيرلندا الشمالية وواحد في كل من برمودا، جبل طارق، وجزر بيتكيرن، سانت هيلانة وأسينشين وتريستان دا كونا وقبرص.

## القائمة
قائمة اليونسكو المواقع تحت عشرة معايير، يجب أن يفي كل موقع بواحد على الأقل من المعايير، المعايير من الأول إلى السادس ثقافية، بينما المعايير من السابع إلى العاشر تعتبر طبيعية.
- المناظر الطبيعية والمصانع في بيلينافون[5]
- قصر بلاينهايم[6]
- كاتدرائية كانتربري[7]
- كنيسة القديس مارتن[3]
- دير القديس أوغسطين[8]
- قلاع وأسوار الملك إدوارد في جوينيد[9]
- مدينة باث[10]
- المناظر الطبيعية ومصانع التعدين في كورنوال
- طواحين وادي ديروينت[5]
- ساحل دورست[6]
- قلعة وكاتدرائية دورهام[7]
- ليك ديستريكت
- جسر فورث
- الليمس[3]
- ممر العمالقة[8]
- كهف غورهام
- جزيرة غوف
- الحمامات الطبية في سبا
- قلب أوركني النيوليتي
- جزيرة هندرسون
- مدينة سانت جورج التاريخية في برمودا[9]
- أيرونبريدج جورج
- مرصد بنك جورديل
- غرينتش[11]
- نيو لانارك
- البلدة القديمة في إدنبرة[12]
- نيو تاون (إدنبرة)
- قصر وستمنستر[10]
- دير وستمنستر[13]
- قناة بونكتيسيلت
- حدائق النباتات الملكية (كيو)
- سانت كيلدا
- سالتير
- ليفربول
- ستونهنج[11]
- حدائق ستادلي الملكية[12]
- دير النوافير
- برج لندن[14]

## المواقع المؤقتة
| الإسم                                | صورة | الموقع                                                                 | تاريخ البناء                             | سنة التقدير                 |
| ------------------------------------ | ---- | ---------------------------------------------------------------------- | ---------------------------------------- | --------------------------- |
| تشاتام دوكيارد                       |      | كنت، إنجلترا · 51°39′47″N 0°53′40″E / 51.66306°N 0.89444°E             | من القرن السابع عشر إلى القرن التاسع عشر | 5670؛ 2012; ii, iv          |
| كريسويل كراجز                        |      | ديربيشاير, إنجلترا · 53°16′N 1°12′W / 53.26°N 1.20°W                   | قبل ما بين 60-15 ألف سنة                 | 5671؛ 2012; iii             |
| منزل داون                            |      | لندن الكبرى، إنجلترا · 51°19′50″N 0°03′04″E / 51.33056°N 0.05111°E     | 1842–1882                                | 5672؛ 2012; iii, vi         |
| سانت هيلينا                          |      | سانت هيلانة، المحيط الأطلسي · 16°0′0″N 5°45′0″W / 16.00000°N 5.75000°W | —                                        | 5675؛ 2012; x               |
| بقايا مباني العصر الحديدي في شيتلاند |      | شتلاند، اسكتلندا                                                       | قبل أكثر من 4000 الآف سنة                | 5677؛ 2012; iii, iv         |
| بلد التدفق                           |      | ساذرلاند، اسكتلندا · 58°20′53″N 3°59′0″W / 58.34806°N 3.98333°W        | —                                        | 5679؛ 2012; ix, x           |
| دير مونكيرموث جارو                   |      | تاين ووير، إنجلترا                                                     |                                          | 5681؛ 2012; ii, iii, iv, vi |
| جزر توركس وكايكوس                    |      | جزر توركس وكايكوس, بحر الكاريبي · 21°20′N 71°10′W / 21.333°N 71.167°W  | —                                        | 5682؛ 2012; x               |

## الموقع الذي لا يعتبر للمملكة المتحدة
يوجد موقع تراث عالمي في أكروتيري ودكليا (المنطقة التابعة لبريطانيا في قبرص) ليس لبريطانيا وهو تابعا لقبرص، بحسب الاتفاقية المبرمة بين المملكة المتحدة وقبرص في عام 1960 والتي ذكر فيها «بأن المواقع الثقافية والآثار القديمة ستحفظ وتدار وتعتبر تابعة لقبرص».